# Skierfe

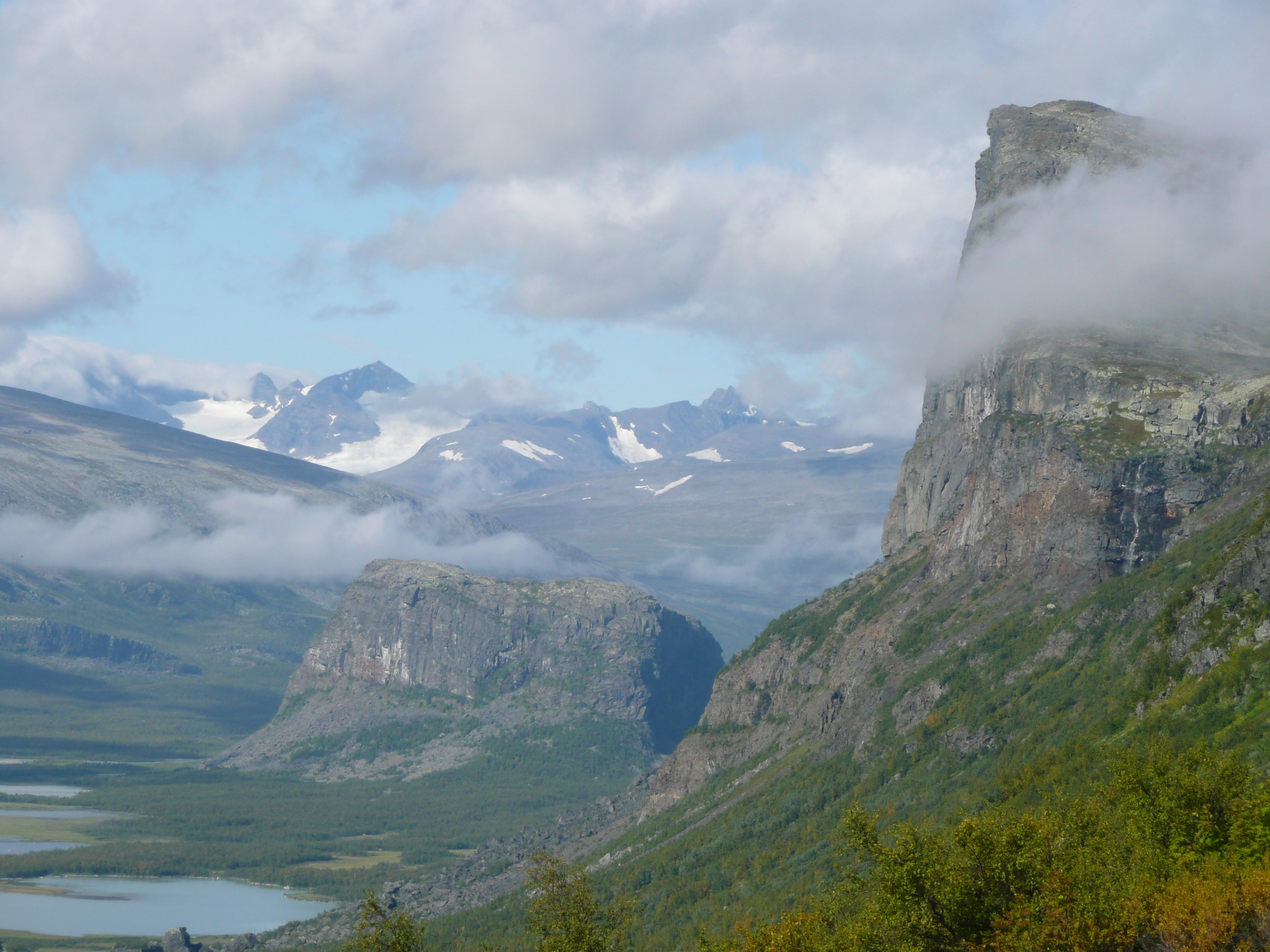
Skierfe ligger på den östra sidan av nedre Rapadalen

Skierfe är en bergstopp i den sydöstra delen av Sarek. Dess västra sluttning stupar nästan lodrätt 700 meter ned till Rapaätno och Laitauredeltat. 
Höjden över havet är 1179 meter.
Skierfe är känt för sin storslagna utsikt. Stigen upp till toppen betraktas som lättvandrad och Skierfe är därför ett populärt utflyktsmål för folk som vandrar längs Kungsleden. Det går också att ta sig till Skierfe från parkeringen vid Sitoälvsbron och därifrån sedan cykla eller gå cirka 10 kilometer till Lájtávrre. Över Lájtávrre går en båtled till Aktsestugan under sommartid. Från Aktsestugan till toppen är avståndet cirka 7,5 km och stigningen 770 m.

Slåtterängarna och byggnaderna i Aktse syns framför sjön Laitaure. Till höger syns Rapadalen och Skierfe.